# World Soccer
World Soccer és una revista anglesa de futbol. Des del 1982, la revista concedeix el premi Jugador de l'any, Entrenador de l'any i Equip de l'any. Des del 2005 també atorga els premis Jugador jove de l'any i Àrbitre de l'any.

## Guanyadors

### Jugador de l'any
| - 2017 - Cristiano Ronaldo, Reial Madrid (17%) - 2016 - Cristiano Ronaldo, Reial Madrid (16%) - 2015 - Lionel Messi, FC Barcelona (18%) - 2014 - Cristiano Ronaldo, Reial Madrid (17%) - 2013 - Cristiano Ronaldo, Reial Madrid (16%) - 2012 - Lionel Messi, FC Barcelona (47,33%) - 2011 - Lionel Messi, FC Barcelona (60,2%) - 2010 - Xavi, FC Barcelona (25,8%) - 2009 - Lionel Messi, FC Barcelona (43%) - 2008 - Cristiano Ronaldo, Manchester United FC (48%) - 2007 - Kaká, AC Milan (52,8%) - 2006 - Fabio Cannavaro, Reial Madrid (40%) - 2005 - Ronaldinho, FC Barcelona (39%) - 2004 - Ronaldinho, FC Barcelona (29%) - 2003 - Zinédine Zidane, Reial Madrid (50%) - 2002 - Ronaldo, Inter de Milà & Reial Madrid (26%) - 2001 - Michael Owen, Liverpool FC (31%) - 2000 - Zinédine Zidane, Juventus FC (60%) | - 1999 - Roy Keane, Manchester United FC (42%) - 1998 - Zinédine Zidane, Juventus FC (23%) - 1997 - Ronaldo, FC Barcelona & Inter de Milà (27%) - 1996 - Ronaldo, FC Barcelona (17%) - 1995 - Gianluca Vialli, Juventus FC (18%) - 1994 - Paolo Maldini, AC Milan (27%) - 1993 - Roberto Baggio, Juventus FC (14%) - 1992 - Marco van Basten, AC Milan (19%) - 1991 - Jean-Pierre Papin, Olympique de Marsella (25%) - 1990 - Lothar Matthäus, Inter de Milà (22%) - 1989 - Ruud Gullit, AC Milan (24%) - 1988 - Marco van Basten, AC Milan (43%) - 1987 - Ruud Gullit, AC Milan (39%) - 1986 - Diego Maradona, Napoli (36%) - 1985 - Michel Platini, Juventus FC (21%) - 1984 - Michel Platini, Juventus FC (54%) - 1983 - Zico, Udinese Calcio (28%) - 1982 - Paolo Rossi, Juventus FC (23%) |

### Entrenador de l'any
| - 2017 - Zinédine Zidane, Reial Madrid (56%) - 2016 - Claudio Ranieri, Leicester City (51%) - 2015 - Luis Enrique Martínez García, FC Barcelona (33%) - 2014 - Joachim Löw, Alemanya (44%) - 2013 - Jupp Heynckes, Bayern de Múnic (70%) - 2012 - Vicente del Bosque, Selecció espanyola de futbol (28,49%) - 2011 - Pep Guardiola, FC Barcelona (33,1%) - 2010 - José Mourinho, Inter de Milà & Reial Madrid (48,3%) - 2009 - Pep Guardiola, FC Barcelona (62%) - 2008 - Alex Ferguson, Manchester United FC (38%) - 2007 - Alex Ferguson, Manchester United FC (56,4%) - 2006 - Marcello Lippi, Itàlia (36%) - 2005 - José Mourinho, Chelsea FC (34%) - 2004 - José Mourinho, FC Porto & Chelsea FC (36%) - 2003 - Carlo Ancelotti, AC Milan (20%) - 2002 - Guus Hiddink, Corea del Sud & PSV (28%) - 2001 - Gérard Houllier, Liverpool FC (28%) - 2000 - Dino Zoff, Itàlia (18%) | - 1999 - Alex Ferguson, Manchester United FC (60%) - 1998 - Arsène Wenger, Arsenal FC (28%) - 1997 - Ottmar Hitzfeld, Borussia Dortmund (17%) - 1996 - Berti Vogts, Alemanya (28%) - 1995 - Louis van Gaal, Ajax (42%) - 1994 - Carlos Alberto Parreira, Brasil (17%) - 1993 - Alex Ferguson, Manchester United FC (21%) - 1992 - Richard Møller Nielsen, Dinamarca (28%) - 1991 - Michel Platini, França (42%) - 1990 - Franz Beckenbauer, Alemanya Occidental & Olympique de Marsella (53%) - 1989 - Arrigo Sacchi, AC Milan (42%) - 1988 - Rinus Michels, & Bayer Leverkusen (48%) - 1987 - Johan Cruijff, Ajax (25%) - 1986 - Guy Thys, Bèlgica (15%) - 1985 - Terry Venables, FC Barcelona (30%) - 1984 - Michel Hidalgo, França (30%) - 1983 - Sepp Piontek, Dinamarca (29%) - 1982 - Enzo Bearzot, Itàlia (49%) |

### Jugador jove de l'any
- 2011 -  Neymar, Santos FC (30%)
- 2010 -  Thomas Müller, Bayern de Múnic (45,8%)
- 2009 -  Sergio Aguero, Atlètic de Madrid (33,6%)
- 2008 -  Lionel Messi, FC Barcelona (44%)
- 2007 -  Lionel Messi, FC Barcelona (33,6%)
- 2006 -  Lionel Messi, FC Barcelona (36%)
- 2005 -  Robinho, Santos (30%)

### Àrbitre de l'any
- 2006 -  Horacio Elizondo (39%)
- 2005 -  Pierluigi Collina (31%)

### Equip de l'any
| - 2017 - Reial Madrid (75%) - 2016 - Leicester City (49%) - 2015 - FC Barcelona (84%) - 2014 - Alemanya (63%) - 2013 - Bayern de Múnic (96,7%) - 2012 - Espanya (47,4%) - 2011 - FC Barcelona (44,2%) - 2010 - Espanya (63,3%) - 2009 - FC Barcelona (75,9%) - 2008 - Espanya (41%) - 2007 - Iraq (22,2%) - 2006 - FC Barcelona (43%) - 2005 - Liverpool FC (27%) - 2004 - Grècia (25%) - 2003 - AC Milan (23%) - 2002 - Brasil (24%) - 2001 - Liverpool FC (26%) - 2000 - França (33%) | - 1999 - Manchester United FC (61%) - 1998 - França (35%) - 1997 - Borussia Dortmund (20%) - 1996 - Nigèria (31%) - 1995 - Ajax (50%) - 1994 - AC Milan (33%) - 1993 - Parma FC (24%) - 1992 - Dinamarca (37%) - 1991 - França (20%) - 1990 - Alemanya Occidental (28%) - 1989 - AC Milan (51%) - 1988 - Països Baixos (43%) - 1987 - FC Porto (38%) - 1986 - Argentina (15%) - 1985 - Everton FC (42%) - 1984 - França (45%) - 1983 - Hamburg (29%) - 1982 - Brasil (30%) |